# SN 1999ag
SN 1999ag – supernowa typu II odkryta 12 lutego 1999 roku w galaktyce A121522-0518. W momencie odkrycia miała maksymalną jasność 20,70m.